# Classe Durance
La classe Durance è una classe di cinque petroliere della Marine nationale, la marina militare francese.

## Storia

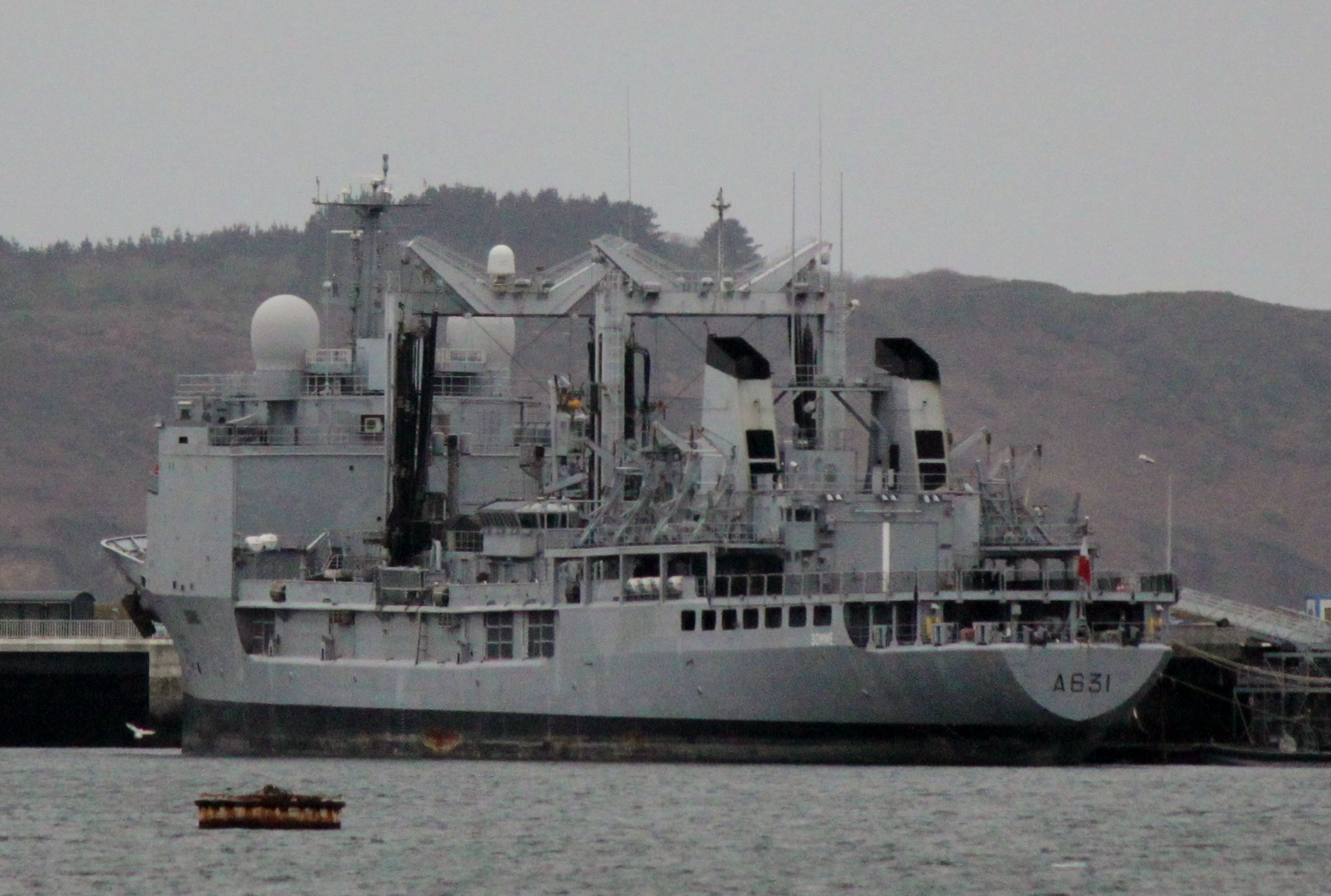
La Somme ormeggiata a Brest

Alla fine degli anni settanta la Marine nationale decide di rimpiazzare le sue petroliere di squadra entend Seine (A627) e Saône (A628) da 15.200 t, ordinate nel 1937-1938, costruite rispettivamente ne 1948 e 1949 e decommissionate nel 1976 e 1981. Essa quindi ordina una serie di 5 petroliere di concezione classica (con piattaforma per elicotteri) simili alla USS Sacramento (AOE-1) o alla HMCAS Protecteur (1969).
Negli anni ottanta viene realizzata una nuova nave per la Royal Australian Navy costruita presso dei cantieri navali australiani.
Sempre negli anni ottanta vengono realizzate due nuove navi per la Royal Saudi Navy (la classe Boraida), esse sono 20 m più corte e hanno un tonnellaggio di quasi 7.000t inferiore.
La nave capoclasse, la Durance A 629, viene nel 1999 disarmata e venduta all'Armada de la República Argentina e rinominata ARA Patagonia.
- PR: Pétrolier Ravitailleur = nave petroliera/rifornimento
- BCR: Bâtiment de Commandement et de Ravitaillement = nave di comando e rifornimento

Nel 2018 la Marine nationale avvia un programma congiunto con la Marina Militare italiana per quattro navi di supporto logistico denominate Bâtiment ravitailleur de forces.

## Unità
| Marine nationale | Marine nationale | Marine nationale | Marine nationale | Marine nationale | Marine nationale    | Marine nationale | Marine nationale                                                            |
| Matricola        | Nome             | Cantiere navale  | Impostazione     | Varo             | Entrata in servizio | Disarmata        | Note                                                                        |
| ---------------- | ---------------- | ---------------- | ---------------- | ---------------- | ------------------- | ---------------- | --------------------------------------------------------------------------- |
| A629             | Durance          | DCN, Brest       | 10/12/1973       | 11/09/1975       | 12/04/1977          | 1997             | PR, venduta all'Armada de la República Argentina e rinominata ARA Patagonia |
| A607             | Meuse            | DCN, Brest       | 02/06/1977       | 02/12/1978       | 21/11/1980          | 2015             | PR, era basata a Tolone                                                     |
| A608             | Var              | DCN, Brest       | 08/05/1979       | 09/05/1981       | 29/01/1983          |                  | BCR, basata a Tolone                                                        |
| A630             | Marne            | DCN, Brest       | 04/08/1982       | 02/02/1985       | 16/01/1987          |                  | BCR, basata a Tolone                                                        |
| A631             | Somme            | La Seyne/Mer     | 03/05/1985       | 03/10/1987       | 07/03/1990          |                  | BCR, basata a Tolone                                                        |

| Matricola | Nome      | Cantiere navale                  | Marina militare                  | Note                                    |
| --------- | --------- | -------------------------------- | -------------------------------- | --------------------------------------- |
| B-1       | Patagonia | DCN, Brest                       | Armada de la República Argentina | PR, ex Durance                          |
| AOR 304   | Success   | Cockatoo Island Dockyard, Sydney | Royal Australian Navy            | AOR Auxiliary Oiler Replenishment       |
| 902       | Boraida   | CN la Ciotat, Marsiglia          | Royal Saudi Navy                 | classe Boraida, variante 20 m più corta |
| 904       | Yunbou    | CN la Ciotat, Marsiglia          | Royal Saudi Navy                 | classe Boraida, variante 20 m più corta |